# 沼津市立浮島中学校
沼津市立浮島中学校（ぬまづしりつ うきしまちゅうがっこう）は、静岡県沼津市の西部にある公立中学校である。学区は富士市と隣接している。

## 概要
- 沼津市立浮島小学校の卒業生が進学する。全学年1学級の小規模校である[1]。

## 通学区域
- 根古屋（ニュータウン原を除く）、井出、平沼、石川[2]

## 進学前小学校
- 沼津市立浮島小学校[2]

## 学区内の主な施設
- 沼津市立浮島小学校
- 浮島地区センター
- 浮島郵便局
- 興国寺城跡

## 部活動
- 野球部
- サッカー部
- バドミントン部
- 女子バレー部
- 女子バスケ部[3]